# 日本聴導犬協会
厚生労働大臣指定法人 社会福祉法人 日本聴導犬協会（にっぽんちょうどうけんきょうかい）は、貸与するすべての聴導犬・介助犬を無料で貸与。無料でアフターケアを行っています。1996年10月に、長野県伊那保健所の推進を受け、保護された犬から適性をみて選んだ候補犬を聴導犬として育成。2001年からは、聴覚と肢体障がいのある重複（ちょうふく）障がいのある方からのご依頼で、多目的補助犬（介助犬（2001年-）と聴導犬）の働きをする多目的補助犬を育成。厚生労働大臣指定法人（2004年）。全国規模での活動が許される厚生労働省関東信越厚生局長所管（2009年-）となる。2008年から東京事務所（八王子市）、関西事務所（芦屋市）に設置。ユーザーへのリーチアウトに努めている。
1996年からこれまでの認定聴導犬チーム＝25チーム（活動中8チーム。2016年度　受験チーム5チーム）
2001年からこれまでの認定介助犬チーム＝8チーム（活動中：2チーム。2016年度　受験チーム1チーム。他団体からの委譲チームを含む）

## 沿革
- 1996年10月 - 英国聴導犬協会の指導を受け、日本で初めて、行政（伊那保健所）の推進を受けボランティア団体として創設
- 1997年10月 - 常勤スタッフを置き本格的に活動を開始
- 2000年 - NPO法人化（経済企画庁管轄：現内閣府）
- 2001年 - 日本初！　訓練した 聴導犬（みかん）が、日本で初めて公的公共機関（JR西日本）の同伴試験に合格
- 2001年 - 日本初！　訓練した聴導犬（かよ）が、日本で初めて航空会社試験に合格
- 2001年 - NPOグランプリ受賞（日本青年会議所創設50周年記念事業として）
- 2001年 - 会長の有馬もとが中日新聞社会功労賞受賞
- 2001年 - 世界初！　英国聴導犬協会から海外の訓練士（会長・有馬もと）としては世界初の国際聴導犬インストラクター資格を授与される
- 2003年9月 - 社会福祉法人に認証
- 2004年1月 - 日本初！　聴導犬・介助犬育成団体として厚生労働大臣指定法人（聴導犬・介助犬の認定試験が実施できる法人）に指定
- 2006年1月 - 日本初！　ADI国際認定試験に育成団体として合格
- 2006年1月 - アジア圏初！　ADI国際認定聴導犬・介助犬インストラクターとして会長・有馬もとが認証される
- 2008年6月 - 日本初！　タンデム聴導犬しんを貸与（認定試験：ご夫婦で2007年3月、2008年6月の2回）
- 2008年8月 - 日本初！　聴導犬・介助犬訓練施設として、全館バリアフリーの最大規模（2009年2月現在）「（福）日本聴導犬協会「元気いっぱい聴導犬・介助犬訓練センター」竣工
- 2009年2月 - 日本初！　日本初のアカデミカルな授業と、ADI（アシスタンスドッグインターナショナル）国際基準を満たした聴導犬・介助犬（補助犬）訓練を教授する訓練士学校「社会福祉法人日本聴導犬協会付属　日本聴導犬・介助犬訓練士学院」（学長：元信州大学長　森本尚武）を開校。1年間の授業修了者には准訓練士の資格授与。
- 2009年3月 - 日本初!！　聴導犬・介助犬訓練施設としては、日本で初めて、関東信越厚生局長（国）所管となり、全国的な活動を認められる

## 見学会＆聴導犬・介助犬なんでも相談室
全国3カ所（本部、東京事務所、関西事務所）で月1回（不定期）の見学会およびそう聴導犬・介助犬なんでも相談室を開催。

## 所在地
- 日本聴導犬協会本部：〒399-4301 長野県上伊那郡宮田村7030-1
- 東京事務所（非常勤）：〒193-0823 東京都八王子市横川町772-12
- 関西事務所（非常勤）：〒659-0094 兵庫県芦屋市松ノ内町6-7